# ويليام أ. شرودر
ويليام أ. شرودر هو محامي وسياسي أمريكي، ولد في 21 ديسمبر 1889 في واواتوسا في الولايات المتحدة، وتوفي في 29 يوليو 1961 في ميلواكي في الولايات المتحدة بسبب نوبة قلبية. انتخب عضو جمعية ولاية ويسكونسن ‏.